# Karangduwur (Kalikajar)
Karangduwur is een bestuurslaag in het regentschap Wonosobo van de provincie Midden-Java, Indonesië. Karangduwur telt 2114 inwoners (volkstelling 2010).